# William Henry Fitzhugh Payne
Pour les articles homonymes, voir William Payne.
William Henry Fitzhugh Payne (27 janvier 1830 – 29 mars 1904) est un général de l'armée des États confédérés pendant la guerre de Sécession.

## Avant la guerre
William Payne naît dans le comté de Fauquier, en Virginie, fils d'Arthur Alexander Morson Payne et Mary Conway Mason Fitzhugh. Il entre à l'institut militaire de Virginie en 1846-47, mais quitte l'école après seulement un an. Il est déclaré diplômé honoraire par le conseil d'administration des visiteurs en 1873.
Payne étudie le droit à l'université de Virginie et crée un cabinet d'avocat à Warrenton, en Virginie, en 1851. L'année suivante, il épouse sa cousine, Mary Elizabeth Winston Payne ; le couple aura dix enfants. Il sert comme procureur pour la comté de Fauquier pendant plusieurs années.

## Guerre de Sécession
Payne s'enrôle au début de 1861, en tant que simple soldat et participe à l'occupation de Harpers Ferry en avril. Plus tard dans l'année, il devient capitaine dans la célèbre cavalerie de Black Horse, servant sous les ordres de J. E. B. Stuart. Il est promu commandant dans le 4th Virginia Cavalry et commande le régiment à la bataille de Williamsburg, lors de la campagne de la Péninsule. Il est gravement blessé et capturé par les forces de l'Union. La balle qui l'a atteint au visage a fait saut une dent, fracturé la mâchoire et arraché la moitié de sa langue. Il doit sa survie à l'intervention rapide du chirurgien qui stoppe l'hémorragie dans sa bouche avec ses doigts (p92).
Après avoir été échangé, il reprend le service, en tant que lieutenant-colonel du 2nd North Carolina Cavalry et combat lors de la campagne de Chancellorsville. Au cours de la campagne de Gettysburg, il est capturé à la bataille de Hanover, en 1863, après avoir été désarçonné et tombé dans une cuve ouverte de liquide tannage(p278).
Après avoir été emprisonné sur Johnson's Island, en Ohio, il est promu brigadier général en novembre 1864 et dirige une brigade lors de la campagne de la vallée de 1864 d'Early, où il combat lors des batailles d'Opequon, de Fisher's Hill, et de Cedar Creek. Il est grièvement blessé lors de la bataille de Five Forks. Lors des dernières opérations au début de 1865, autour de Richmond, il commande une brigade de cavalerie sous les ordres de Fitzhugh Lee. Celle-ci comprend les 5th Virginia Cavalry, 6th Virginia Cavalry et 8th Virginia Cavalry(pxi). le Au cours de la campagne d'Appomatox, le brigade de Payne subit 88 pertes pont 5 officiers(p354).

## Après la guerre
Après la guerre, Payne retourne en Virginie pour pratiquer le droit. Il est l'avocat général de la compagnie ferroviaire du Sud. Payne sert à la législature de Virginie, pour la session de 1879-80.
Il meurt à Washington, D.C.. Il est enterré dans le cimetière de Warrenton.